# Pingree Grove (Illinois)
Pingree Grove es una villa situada en el condado de Kane, Illinois, Estados Unidos. Tiene una población estimada, a mediados de 2022, de 11 034 habitantes.

## Geografía
La localidad está ubicada en las coordenadas 42°05′15″N 88°26′10″O / 42.08750, -88.43611 (42.08762, -88.43599). Según la Oficina del Censo, tiene una superficie de 10.70 km², correspondientes en su totalidad a tierra firme.

## Demografía

### Censo de 2020
Según el censo de 2020, en ese momento la localidad tenía una población de 10 365 habitantes. La densidad de población era de 1086.48 hab./km².
| Raza                   | Núm. | Porc.  |
| ---------------------- | ---- | ------ |
| Blancos                | 7165 | 69.13% |
| Afroamericanos         | 482  | 4.65%  |
| Amerindios             | 33   | 0.32%  |
| Asiáticos              | 666  | 6.43%  |
| Isleños del Pacífico   | 1    | 0.01%  |
| De otras razas         | 716  | 6.91%  |
| De una mezcla de razas | 1302 | 12.56% |

Del total de la población, el 20.74% eran hispanos o latinos de cualquier raza.